# Gran Premio di superbike di Assen 2017
Il Gran Premio di superbike di Assen 2017 è stata la quarta prova su tredici del campionato mondiale Superbike 2017, è stato disputato il 29 e 30 aprile sul TT Circuit Assen e in gara 1 ha visto la vittoria di Jonathan Rea davanti a Tom Sykes e Marco Melandri, lo stesso pilota si è ripetuto anche in gara 2, davanti a Tom Sykes e Chaz Davies.
La vittoria nella gara valevole per il campionato mondiale Supersport 2017 è stata ottenuta da Kenan Sofuoğlu, mentre quella del campionato mondiale Supersport 300 è stata ottenuta da Scott Deroue.

## Risultati

### Gara 1

#### Arrivati al traguardo
| Pos. | Nº | Pilota             | Squadra                     | Motocicletta      | Giri | Tempo     | Griglia | Punti |
| ---- | -- | ------------------ | --------------------------- | ----------------- | ---- | --------- | ------- | ----- |
| 1º   | 1  | Jonathan Rea       | Kawasaki Racing             | Kawasaki ZX-10RR  | 21   | 33'37.082 | 9º      | 25    |
| 2º   | 66 | Tom Sykes          | Kawasaki Racing             | Kawasaki ZX-10RR  | 21   | +4.501    | 8º      | 20    |
| 3º   | 33 | Marco Melandri     | Aruba.it Racing - Ducati    | Ducati Panigale R | 21   | +17.673   | 7º      | 16    |
| 4º   | 12 | Javier Forés       | BARNI Racing                | Ducati Panigale R | 21   | +22.569   | 1º      | 13    |
| 5º   | 32 | Lorenzo Savadori   | Milwaukee Aprilia           | Aprilia RSV4 RF   | 21   | +30.797   | 2º      | 11    |
| 6º   | 6  | Stefan Bradl       | Red Bull Honda              | Honda CBR1000RR   | 21   | +33.530   | 3º      | 10    |
| 7º   | 40 | Román Ramos        | Kawasaki Go Eleven          | Kawasaki ZX-10RR  | 21   | +39.176   | 4º      | 9     |
| 8º   | 50 | Eugene Laverty     | Milwaukee Aprilia           | Aprilia RSV4 RF   | 21   | +39.254   | 5º      | 8     |
| 9º   | 36 | Leandro Mercado    | IODARacing                  | Aprilia RSV4 RF   | 21   | +39.266   | 6º      | 7     |
| 10º  | 2  | Leon Camier        | MV Agusta Reparto Corse     | MV Agusta 1000 F4 | 21   | +41.493   | 14º     | 6     |
| 11º  | 88 | Randy Krummenacher | Kawasaki Puccetti Racing    | Kawasaki ZX-10RR  | 21   | +43.623   | 16º     | 5     |
| 12º  | 15 | Alex De Angelis    | Pedercini Racing SC-Project | Kawasaki ZX-10RR  | 21   | +48.218   | 17º     | 4     |
| 13º  | 35 | Raffaele De Rosa   | Althea BMW Racing           | BMW S 1000 RR     | 21   | +49.487   | 18º     | 3     |
| 14º  | 69 | Nicky Hayden       | Red Bull Honda              | Honda CBR1000RR   | 21   | +50.016   | 13º     | 2     |
| 15º  | 86 | Ayrton Badovini    | Grillini Racing             | Kawasaki ZX-10RR  | 21   | +1'00.924 | 21º     | 1     |
| 16º  | 37 | Ondřej Ježek       | Grillini Racing             | Kawasaki ZX-10RR  | 21   | +1'16.401 | 20º     |       |

#### Ritirati
| Nº | Pilota               | Squadra                  | Motocicletta      | Giri | Griglia |
| -- | -------------------- | ------------------------ | ----------------- | ---- | ------- |
| 7  | Chaz Davies          | Aruba.it Racing - Ducati | Ducati Panigale R | 20   | 10º     |
| 81 | Jordi Torres         | Althea BMW Racing        | BMW S 1000 RR     | 19   | 12º     |
| 22 | Alex Lowes           | Pata Yamaha              | Yamaha YZF R1     | 12   | 15º     |
| 84 | Riccardo Russo       | Guandalini Racing        | Yamaha YZF R1     | 4    | 19º     |
| 60 | Michael van der Mark | Pata Yamaha              | Yamaha YZF R1     | 2    | 11º     |

### Gara 2

#### Arrivati al traguardo
| Pos. | Nº | Pilota               | Squadra                     | Motocicletta      | Giri | Tempo     | Griglia | Punti |
| ---- | -- | -------------------- | --------------------------- | ----------------- | ---- | --------- | ------- | ----- |
| 1º   | 1  | Jonathan Rea         | Kawasaki Racing             | Kawasaki ZX-10RR  | 21   | 33'48.345 | 9º      | 25    |
| 2º   | 66 | Tom Sykes            | Kawasaki Racing             | Kawasaki ZX-10RR  | 21   | +0.025    | 8º      | 20    |
| 3º   | 7  | Chaz Davies          | Aruba.it Racing - Ducati    | Ducati Panigale R | 21   | +5.077    | 10º     | 16    |
| 4º   | 60 | Michael van der Mark | Pata Yamaha                 | Yamaha YZF R1     | 21   | +8.739    | 11º     | 13    |
| 5º   | 22 | Alex Lowes           | Pata Yamaha                 | Yamaha YZF R1     | 21   | +16.244   | 15º     | 11    |
| 6º   | 2  | Leon Camier          | MV Agusta Reparto Corse     | MV Agusta 1000 F4 | 21   | +17.899   | 14º     | 10    |
| 7º   | 81 | Jordi Torres         | Althea BMW Racing           | BMW S 1000 RR     | 21   | +19.026   | 12º     | 9     |
| 8º   | 50 | Eugene Laverty       | Milwaukee Aprilia           | Aprilia RSV4 RF   | 21   | +19.184   | 5º      | 8     |
| 9º   | 69 | Nicky Hayden         | Red Bull Honda              | Honda CBR1000RR   | 21   | +21.475   | 13º     | 7     |
| 10º  | 6  | Stefan Bradl         | Red Bull Honda              | Honda CBR1000RR   | 21   | +24.693   | 3º      | 6     |
| 11º  | 40 | Román Ramos          | Kawasaki Go Eleven          | Kawasaki ZX-10RR  | 21   | +26.751   | 4º      | 5     |
| 12º  | 36 | Leandro Mercado      | IODARacing                  | Aprilia RSV4 RF   | 21   | +26.924   | 6º      | 4     |
| 13º  | 12 | Javier Forés         | BARNI Racing                | Ducati Panigale R | 21   | +36.611   | 1º      | 3     |
| 14º  | 88 | Randy Krummenacher   | Kawasaki Puccetti Racing    | Kawasaki ZX-10RR  | 21   | +40.597   | 16º     | 2     |
| 15º  | 15 | Alex De Angelis      | Pedercini Racing SC-Project | Kawasaki ZX-10RR  | 21   | +49.140   | 17º     | 1     |
| 16º  | 86 | Ayrton Badovini      | Grillini Racing             | Kawasaki ZX-10RR  | 21   | +51.241   | 21º     |       |
| 17º  | 35 | Raffaele De Rosa     | Althea BMW Racing           | BMW S 1000 RR     | 21   | +1'01.141 | 18º     |       |
| 18º  | 37 | Ondřej Ježek         | Grillini Racing             | Kawasaki ZX-10RR  | 21   | +1'01.175 | 20º     |       |

#### Ritirati
| Nº | Pilota           | Squadra                  | Motocicletta      | Giri | Griglia |
| -- | ---------------- | ------------------------ | ----------------- | ---- | ------- |
| 32 | Lorenzo Savadori | Milwaukee Aprilia        | Aprilia RSV4 RF   | 11   | 2º      |
| 33 | Marco Melandri   | Aruba.it Racing - Ducati | Ducati Panigale R | 8    | 7º      |
| 84 | Riccardo Russo   | Guandalini Racing        | Yamaha YZF R1     | 8    | 19º     |

### Supersport

#### Arrivati al traguardo
| Pos. | Nº  | Pilota                | Squadra                         | Motocicletta        | Giri | Tempo     | Griglia | Punti |
| ---- | --- | --------------------- | ------------------------------- | ------------------- | ---- | --------- | ------- | ----- |
| 1º   | 1   | Kenan Sofuoğlu        | Kawasaki Puccetti Racing        | Kawasaki ZX-6R      | 18   | 30'01.130 | 1º      | 25    |
| 2º   | 144 | Lucas Mahias          | GRT Yamaha                      | Yamaha YZF R6       | 18   | +2.611    | 4º      | 20    |
| 3º   | 16  | Jules Cluzel          | CIA Landlord Insurance Honda    | Honda CBR600RR      | 18   | +2.616    | 5º      | 16    |
| 4º   | 99  | Patrick Jacobsen      | MV Agusta Reparto Corse         | MV Agusta F3 675    | 18   | +4.127    | 2º      | 13    |
| 5º   | 32  | Sheridan Morais       | Kallio Racing                   | Yamaha YZF R6       | 18   | +4.706    | 6º      | 11    |
| 6º   | 64  | Federico Caricasulo   | GRT Yamaha                      | Yamaha YZF R6       | 18   | +4.941    | 8º      | 10    |
| 7º   | 65  | Michael Canducci      | 3570 Puccetti Racing FMI        | Kawasaki ZX-6R      | 18   | +7.664    | 3º      | 9     |
| 8º   | 81  | Luke Stapleford       | Profile Racing                  | Triumph Daytona 675 | 18   | +11.993   | 7º      | 8     |
| 9º   | 11  | Christian Gamarino    | BARDAHL EVAN BROS. Honda Racing | Honda CBR600RR      | 18   | +13.092   | 14º     | 7     |
| 10º  | 47  | Rob Hartog            | Hartog - Jenik - Against Cancer | Kawasaki ZX-6R      | 18   | +13.226   | 15º     | 6     |
| 11º  | 111 | Kyle Smith            | GEMAR Team Lorini               | Honda CBR600RR      | 18   | +13.767   | 11º     | 5     |
| 12º  | 77  | Kyle Ryde             | Kawasaki Puccetti Racing        | Kawasaki ZX-6R      | 18   | +14.339   | 9º      | 4     |
| 13º  | 38  | Hannes Soomer         | WILSport Racedays               | Honda CBR600RR      | 18   | +19.373   | 10º     | 3     |
| 14º  | 13  | Anthony West          | EAB West Racing                 | Yamaha YZF R6       | 18   | +20.205   | 29º     | 2     |
| 15º  | 44  | Roberto Rolfo         | Factory Vamag                   | MV Agusta F3 675    | 18   | +21.359   | 16º     | 1     |
| 16º  | 66  | Niki Tuuli            | Kallio Racing                   | Yamaha YZF R6       | 18   | +21.436   | 13º     |       |
| 17º  | 4   | Gino Rea              | Kawasaki Go Eleven              | Kawasaki ZX-6R      | 18   | +21.876   | 12º     |       |
| 18º  | 61  | Alessandro Zaccone    | MV Agusta Reparto Corse         | MV Agusta F3 675    | 18   | +22.727   | 18º     |       |
| 19º  | 10  | Nacho Calero          | Orelac Racing VerdNatura        | Kawasaki ZX-6R      | 18   | +36.678   | 22º     |       |
| 20º  | 70  | Robin Mulhauser       | CIA Landlord Insurance Honda    | Honda CBR600RR      | 18   | +36.895   | 23º     |       |
| 21º  | 78  | Hikari Ōkubo          | CIA Landlord Insurance Honda    | Honda CBR600RR      | 18   | +37.003   | 17º     |       |
| 22º  | 62  | Vasco van der Valk    | Team SWPN                       | Yamaha YZF R6       | 18   | +43.730   | 28º     |       |
| 23º  | 74  | Jaimie van Sikkelerus | MVR Racing                      | Yamaha YZF R6       | 18   | +53.514   | 20º     |       |
| 24º  | 56  | Péter Sebestyén       | SSP Hungary by Pedercini Racing | Kawasaki ZX-6R      | 18   | +54.103   | 27º     |       |
| 25º  | 9   | Connor London         | Phoenix Suzuki Racing           | Suzuki GSX-R600     | 16   | +2 giri   | 31º     |       |

#### Ritirati
| Nº | Pilota              | Squadra                      | Motocicletta        | Giri | Griglia |
| -- | ------------------- | ---------------------------- | ------------------- | ---- | ------- |
| 73 | Jacopo Cretaro      | Phoenix Suzuki Racing        | Suzuki GSX-R600     | 14   | 26º     |
| 26 | Kazuki Watanabe     | Kawasaki Go Eleven           | Kawasaki ZX-6R      | 12   | 21º     |
| 83 | Lachlan Epis        | Response RE Racing           | Kawasaki ZX-6R      | 9    | 25º     |
| 7  | Davide Pizzoli      | Race Department ATK#25       | MV Agusta F3 675    | 9    | 30º     |
| 63 | Zulfahmi Khairuddin | Orelac Racing VerdNatura     | Kawasaki ZX-6R      | 8    | 19º     |
| 92 | Hiromichi Kunikawa  | CIA Landlord Insurance Honda | Honda CBR600RR      | 6    | 32º     |
| 35 | Stefan Hill         | Profile Racing               | Triumph Daytona 675 | 4    | 24º     |

### Supersport 300

#### Arrivati al traguardo
| Pos. | Nº  | Pilota               | Squadra                             | Motocicletta       | Giri | Tempo     | Griglia | Punti |
| ---- | --- | -------------------- | ----------------------------------- | ------------------ | ---- | --------- | ------- | ----- |
| 1º   | 75  | Scott Deroue         | MTM HS Kawasaki                     | Kawasaki Ninja 300 | 12   | 23'29.655 | 2º      | 25    |
| 2º   | 51  | Glenn van Straalen   | Vos - TKR Racing                    | Honda CBR500R      | 12   | +0.113    | 16º     | 20    |
| 3º   | 15  | Alfonso Coppola      | SK Racing                           | Yamaha YZF-R3      | 12   | +0.277    | 6º      | 16    |
| 4º   | 25  | Borja Sánchez        | Halcourier Racing                   | Yamaha YZF-R3      | 12   | +0.283    | 1º      | 13    |
| 5º   | 20  | Dorren Loureiro      | DS Junior Team                      | Kawasaki Ninja 300 | 12   | +0.309    | 10º     | 11    |
| 6º   | 41  | Marc García          | Halcourier Racing                   | Yamaha YZF-R3      | 12   | +1.714    | 20º     | 10    |
| 7º   | 2   | Ana Carrasco         | ETG Racing                          | Kawasaki Ninja 300 | 12   | +2.068    | 13º     | 9     |
| 8º   | 54  | Harun Çabuk          | Kawasaki Puccetti Racing            | Kawasaki Ninja 300 | 12   | +6.916    | 23º     | 8     |
| 9º   | 9   | Ruben Doorakkers     | MVR Racing                          | Yamaha YZF-R3      | 12   | +9.309    | 17º     | 7     |
| 10º  | 18  | Alex Murley          | Team Toth                           | Yamaha YZF-R3      | 12   | +9.358    | 14º     | 6     |
| 11º  | 121 | Kimi Patova          | Kallio Racing                       | Yamaha YZF-R3      | 12   | +12.868   | 28º     | 5     |
| 12º  | 13  | Jacopo Facco         | 2R Road Racing                      | Yamaha YZF-R3      | 12   | +15.095   | 18º     | 4     |
| 13º  | 95  | Giuseppe De Gruttola | SK Racing                           | Yamaha YZF-R3      | 12   | +18.689   | 7º      | 3     |
| 14º  | 17  | Gabriel Noderer      | Scuderia Maranga Racing             | Honda CBR500R      | 12   | +28.428   | 29º     | 2     |
| 15º  | 80  | Armando Pontone      | IODA Racing                         | Yamaha YZF-R3      | 12   | +28.482   | 24º     | 1     |
| 16º  | 27  | Filippo Rovelli      | ParkinGO DS Junior Team             | Yamaha YZF-R3      | 12   | +33.632   | 37º     |       |
| 17º  | 84  | Michael Carbonera    | SK Racing                           | Yamaha YZF-R3      | 12   | +37.653   | 26º     |       |
| 18º  | 130 | Renzo Ferreira       | Kallio Racing                       | Yamaha YZF-R3      | 12   | +37.790   | 30º     |       |
| 19º  | 21  | Avalon Biddle        | Sourz Foods - Benjan Racing         | Kawasaki Ninja 300 | 12   | +38.271   | 34º     |       |
| 20º  | 7   | Nicola Settimo       | Bierreti by 2R                      | Yamaha YZF-R3      | 12   | +38.413   | 33º     |       |
| 21º  | 52  | Troy Bezuidenhout    | Team Toth                           | Yamaha YZF-R3      | 12   | +50.459   | 27º     |       |
| 22º  | 26  | Jared Schultz        | DDM by BWG_Bike & Motor RT_Grimaldi | Kawasaki Ninja 300 | 12   | +54.712   | 32º     |       |
| 23º  | 99  | Paolo Grassia        | 3570 Made in CIV                    | Kawasaki Ninja 300 | 12   | +57.624   | 3º      |       |
| 24º  | 88  | Mika Pérez           | WILSport Racedays                   | Honda CBR500R      | 12   | +1'19.297 | 4º      |       |
| 25º  | 11  | Nicolas Cupaioli     | 3ENNE#Racing                        | Yamaha YZF-R3      | 12   | +2'07.460 | 35º     |       |
| 26º  | 19  | Edoardo Rovelli      | ParkinGO DS Junior Team             | Yamaha YZF-R3      | 11   | +2 giri   | 36º     |       |

#### Ritirati
| Nº | Pilota                    | Squadra                       | Motocicletta       | Giri | Griglia |
| -- | ------------------------- | ----------------------------- | ------------------ | ---- | ------- |
| 87 | Angelo Licciardi          | Team Trasimeno                | Yamaha YZF-R3      | 11   | 22º     |
| 8  | Finn de Bruin             | Pearle Gebben Racing          | Yamaha YZF-R3      | 11   | 4º      |
| 12 | Ali Adriansyah Rusmiputro | Petramina Almeria Racing Team | Yamaha YZF-R3      | 11   | 25º     |
| 33 | Daniel Valle              | Halcourier Racing             | Yamaha YZF-R3      | 7    | 21º     |
| 6  | Robert Schotman           | GRT Yamaha WorldSSP300 Team   | Yamaha YZF-R3      | 6    | 11º     |
| 35 | Alex Triglia              | Scuderia Maranga Racing       | Honda CBR500R      | 5    | 15º     |
| 79 | Chris Taylor              | MTM HS Kawasaki               | Kawasaki Ninja 300 | 4    | 12º     |
| 14 | Enzo de la Vega           | GRT Yamaha WorldSSP300 Team   | Yamaha YZF-R3      | 3    | 31º     |
| 23 | Manuel Bastianelli        | 3750 Made by CIV              | Kawasaki Ninja 300 | 2    | 9º      |
| 28 | Paolo Giacomini           | Terra e Moto                  | Yamaha YZF-R3      | 2    | 19º     |
| 22 | Mykyta Kalinin            | Team MOTOXRACING              | Yamaha YZF-R3      | 0    | 5º      |

#### Non Partito
| Nº | Pilota       | Squadra        | Motocicletta       |
| -- | ------------ | -------------- | ------------------ |
| 26 | Luke Hopkins | Hopkins Racing | Kawasaki Ninja 300 |